# American V: A Hundred Highways
American V: A Hundred Highways ist das fünfte Musikalbum in der American-Recordings-Serie des Country-Sängers Johnny Cash. Alle Songs wurden nach dem Tod seiner Frau June im Mai bis zu Cashs Tod im September 2003 aufgenommen, als er bereits schwer krank und fast blind war und im Rollstuhl saß.
Das Studioalbum wurde von Rick Rubin produziert und erschien im Juli 2006. Das Album erreichte sowohl in den Billboard 200 als auch in den Country-Album-Charts Platz eins und wurde von der RIAA mit Gold für 500.000 verkaufte Exemplare ausgezeichnet.
Das Musikvideo zu God's Gonna Cut You Down wurde mit einem Grammy Award als Bestes Musikvideo – Kurzform ausgezeichnet. Es ist eine Hommage an Cash, in dem zahlreiche Musikerkollegen auftreten.

## Inhalte der Songs
Zwei der Stücke stammen von Cash: Like the 309 ist der letzte Song, den er geschrieben hat. Er handelt vom Sterben und dem Sinnbild, dass man nach dem Tod mit dem Zug in die Heimat überführt würde. I Came to Believe thematisiert einen Alkoholiker, der sich einer Selbsthilfegruppe anschließt, weil er nicht mehr alleine zurechtkommt.
Die restlichen Stücke sind Cashs Versionen von Songs von Künstlern wie Gordon Lightfoot, Bruce Springsteen, Don Gibson und Hank Williams. On the Evening Train von Hank Williams handelt von einem Mann, der den Sarg seiner Frau mit dem Zug in die Heimat überführen lässt. Dabei nimmt er mit seinem Kind Abschied. If You Could Read My Mind handelt von einer Scheidung, und Rose of My Heart ist eine Liebeserklärung an eine Geliebte. Der Titel A Hundred Highways leitet sich von einer Zeile aus Love's Been Good to Me ab; ein Song, der 1969 durch Frank Sinatra bekannt wurde.

## Titelliste
1. Help Me (Larry Gatlin) – 2:51
Aufgenommen 1972 von Kris Kristofferson für Jesus Was a Capricorn
2. God's Gonna Cut You Down (Traditional) – 2:38
Viele Male aufgenommen, u. a. von Odetta und Elvis Presley
3. Like the 309 (Johnny Cash) – 4:35
4. If You Could Read My Mind (Gordon Lightfoot) – 4:30
Im Original von Lightfoot für Sit Down Young Stranger (1970)
5. Further on Up the Road (Bruce Springsteen) – 3:25
Im Original von Springsteen für The Rising (2002)
6. On the Evening Train (Hank Williams) – 4:17
7. I Came to Believe (Johnny Cash) – 3:44
8. Love's Been Good to Me(Rod McKuen) – 3:18
Im Original von Frank Sinatra für A Man Alone & Other Songs of Rod McKuen (1969)
9. A Legend in My Time (Don Gibson) – 2:37
Im Original von Gibson für Sweet Dreams und Roy Orbison für Lonely and Blue (beide 1960)
10. Rose of My Heart von (Hugh Moffatt) – 3:18
Im Original von Moffatt für Troubadour (1989).
11. Four Strong Winds (Ian Tyson) – 4:34
Im Original von Ian and Sylvia.
12. I'm Free from the Chain Gang Now (Lou Herscher, Saul Klein) – 3:00
Im Original von Cash für The Sound of Johnny Cash (1962)